# Saint-Gilles (Ille-et-Vilaine)
Pour les articles homonymes, voir Saint-Gilles.
Saint-Gilles est une commune française située dans le département d'Ille-et-Vilaine en région Bretagne.
Peuplée de 5489 habitants, elle fait partie des 43 communes de Rennes Métropole.

## Géographie
La commune de Saint-Gilles se situe à une quinzaine de kilomètres au nord-ouest de Rennes. Elle se trouve sur la route de Saint-Brieuc. Elle possède deux points d'accès à la N12.

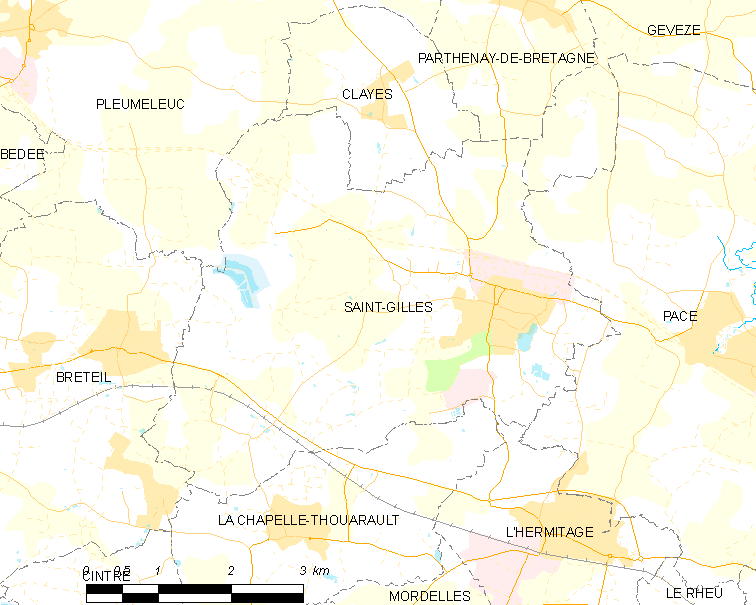
Carte de la commune.

### Communes limitrophes
| Pleumeleuc | Parthenay-de-Bretagne / Clayes | Parthenay-de-Bretagne / Gévezé |
| Breteil    | Saint-Gilles                   | Pacé                           |
|            | La Chapelle-Thouarault         | L'Hermitage                    |

### Transports
La commune est régulièrement desservie en son centre par le réseau STAR de Rennes Métropole via les lignes de bus 52 (complétée par la ligne 152ex en heures de pointe) et 81 pour les dimanches et les jours fériés.
Les lignes 218, 227 et 240 sont dédiées aux scolaires (tôt le matin et retour sur la commune en fin de journée).
La ligne 2 du réseau BreizhGo par l'arrêt « Maison Blanche » (sur la route de l'Hermitage à Breteil, à 4 km en voiture depuis le centre ou 42 min à pied).

### Hydrographie
Pour un article plus général, voir Réseau hydrographique d'Ille-et-Vilaine.
La commune est située dans le bassin Loire-Bretagne. Elle est drainée par la Vaunoise, la Cotardière, le ruisseau de Gobert et le ruisseau de la Fontaine colas,,.
La Vaunoise, d'une longueur de 33 km, prend sa source dans la commune de Irodouër et se jette  dans le Meu à Bréal-sous-Montfort, après avoir traversé onze communes. 
La Cotardière, d'une longueur de 14 km, prend sa source dans la commune de Romillé et se jette  dans la Vaunoise à Mordelles, après avoir traversé huit communes. 

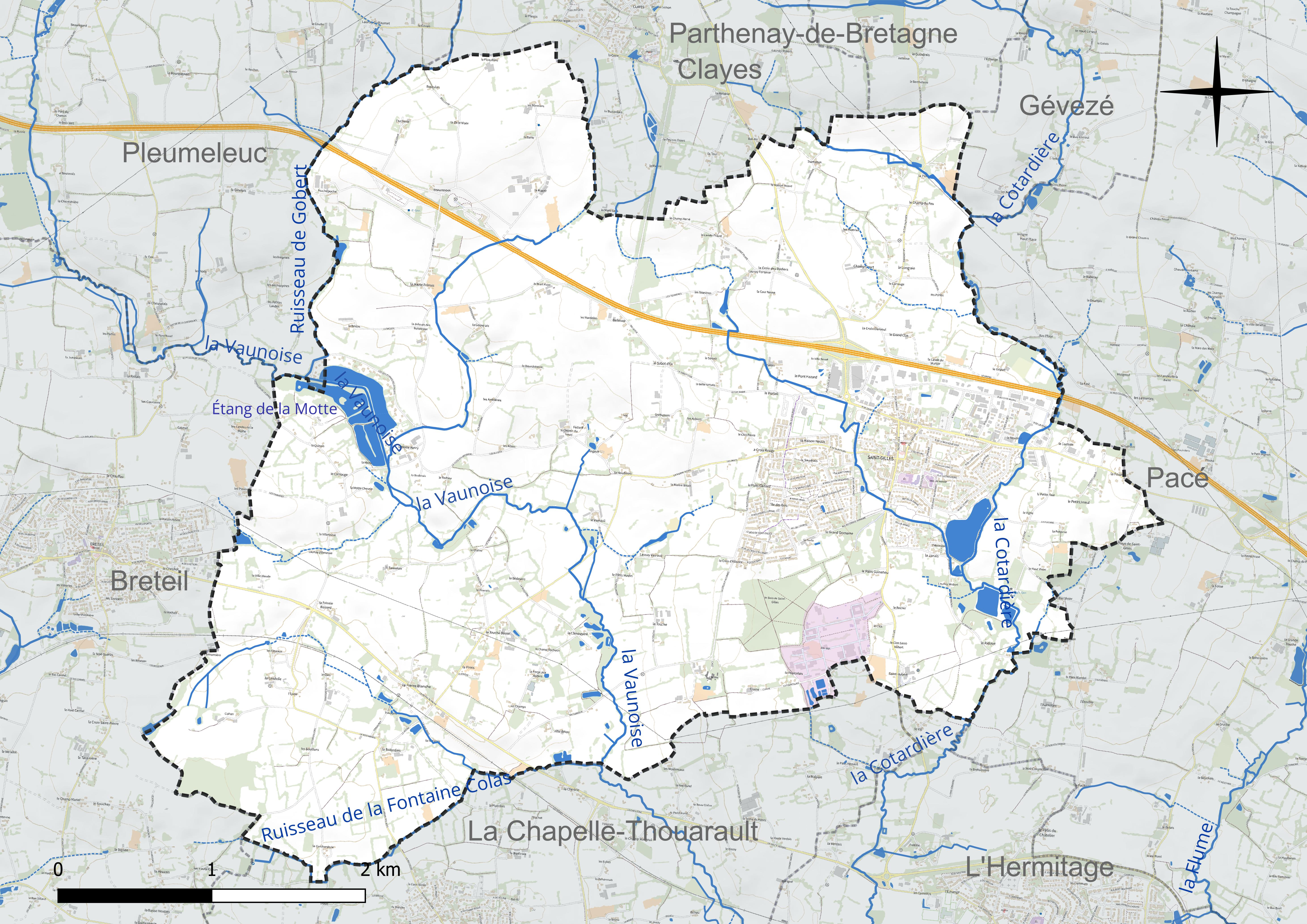
Réseau hydrographique de Saint-Gilles.

Deux plans d'eau complètent le réseau hydrographique : l'étang de la Motte, d'une superficie totale de 7,9 ha (7,58 ha sur la commune) et l'étang de la Motte Neuf Cent Dix, d'une superficie totale de 5,9 ha (5,7 ha sur la commune),.

### Climat
Pour des articles plus généraux, voir Climat de la Bretagne et Climat d'Ille-et-Vilaine.
En 2010, le climat de la commune est de type climat océanique altéré, selon une étude du CNRS s'appuyant sur une série de données couvrant la période 1971-2000. En 2020, Météo-France publie une typologie des climats de la France métropolitaine dans laquelle la commune est exposée à un climat océanique et est dans la région climatique  Bretagne orientale et méridionale, Pays nantais, Vendée, caractérisée par une faible pluviométrie en été et une bonne insolation. Parallèlement l'observatoire de l'environnement en Bretagne publie en 2020 un zonage climatique de la région Bretagne, s'appuyant sur des données de Météo-France de 2009. La commune est, selon ce zonage, dans la zone « Intérieur Est », avec des hivers frais, des étés chauds et des pluies modérées.  
Pour la période 1971-2000, la température annuelle moyenne est de 11,5 °C, avec une amplitude thermique annuelle de 12,7 °C. Le cumul annuel moyen de précipitations est de 694 mm, avec 11,6 jours de précipitations en janvier et 6,4 jours en juillet. Pour la période 1991-2020, la température moyenne annuelle observée sur la station météorologique la plus proche, située sur la commune du Rheu à 6 km à vol d'oiseau, est de 12,2 °C et le cumul annuel moyen de précipitations est de 720,4 mm,. Pour l'avenir, les paramètres climatiques de la commune estimés pour 2050 selon différents scénarios d'émission de gaz à effet de serre sont consultables sur un site dédié publié par Météo-France en novembre 2022.

## Urbanisme

### Typologie
Au 1er janvier 2024, Saint-Gilles est catégorisée bourg rural, selon la nouvelle grille communale de densité à sept niveaux définie par l'Insee en 2022.
Elle appartient à l'unité urbaine de Saint-Gilles, une unité urbaine monocommunale constituant une ville isolée,. Par ailleurs la commune fait partie de l'aire d'attraction de Rennes, dont elle est une commune de la couronne,. Cette aire, qui regroupe 183 communes, est catégorisée dans les aires de 700 000 habitants ou plus (hors Paris),.

### Occupation des sols
L'occupation des sols de la commune, telle qu'elle ressort de la base de données européenne d'occupation biophysique des sols Corine Land Cover (CLC), est marquée par l'importance des territoires agricoles (86,8 % en 2018), en diminution par rapport à 1990 (90 %). La répartition détaillée en 2018 est la suivante : 
terres arables (35,9 %), zones agricoles hétérogènes (35,8 %), prairies (15,1 %), zones urbanisées (6,6 %), zones industrielles ou commerciales et réseaux de communication (3,8 %), forêts (1,4 %), eaux continentales (1,3 %). L'évolution de l'occupation des sols de la commune et de ses infrastructures peut être observée sur les différentes représentations cartographiques du territoire : la carte de Cassini (XVIIIe siècle), la carte d'état-major (1820-1866) et les cartes ou photos aériennes de l'IGN pour la période actuelle (1950 à aujourd'hui).

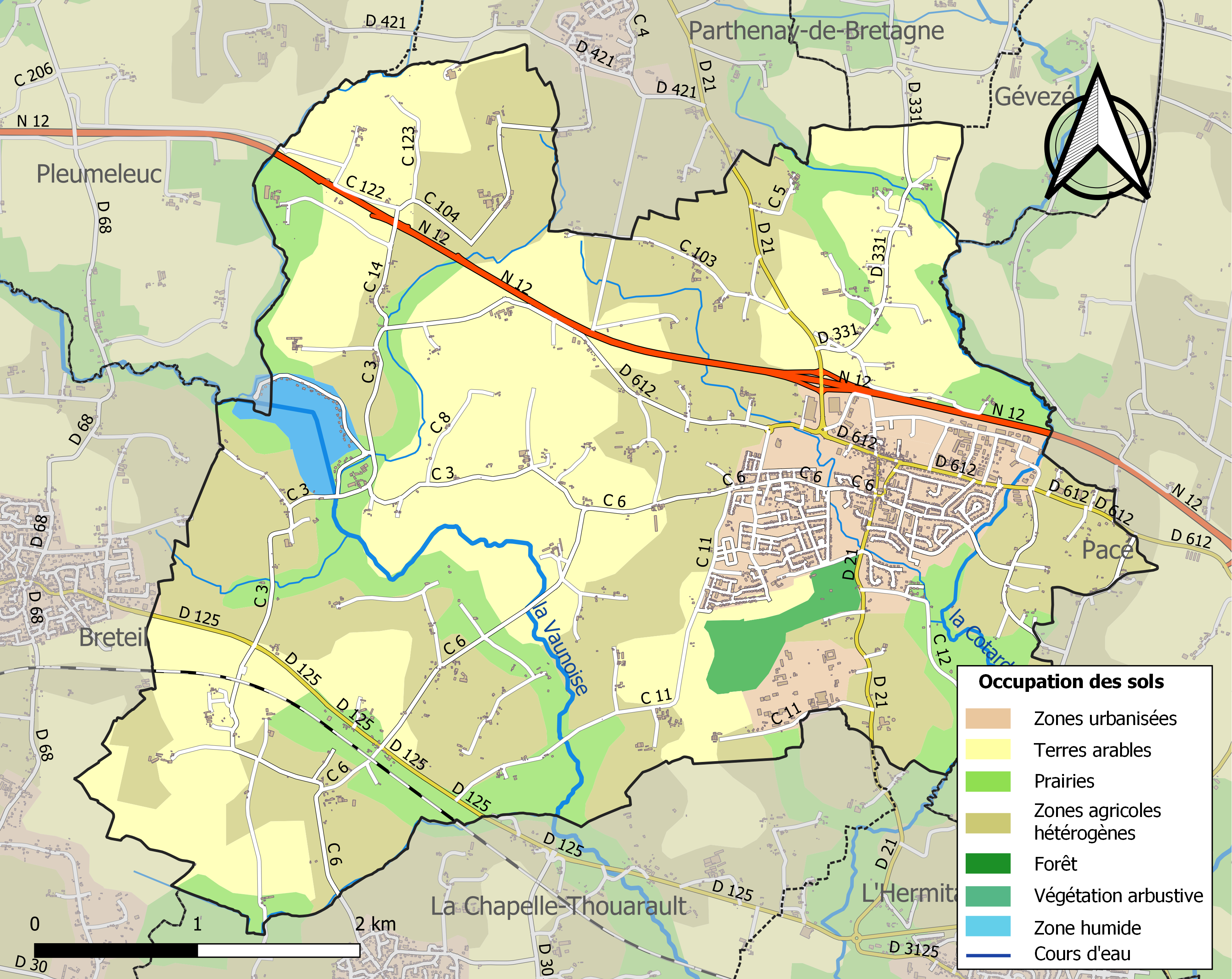
Carte des infrastructures et de l'occupation des sols de la commune en 2018 (CLC).

### Logement
Le tableau ci-dessous présente une comparaison de quelques indicateurs chiffrés du logement pour Saint-Gilles et l'ensemble de l'Ille-et-Vilaine en 2017,.
|                                                                  | Saint-Gilles | Ille-et-Vilaine |
| ---------------------------------------------------------------- | ------------ | --------------- |
| Parc immobilier total (en nombre d'habitations)                  | 2 153        | 546 440         |
| Part des résidences principales (en %)                           | 95,1         | 86,2            |
| Part des résidences secondaires et logements occasionnels (en %) | 0,5          | 6,9             |
| Part des logements vacants (en %)                                | 4,4          | 6,9             |
| Part des ménages propriétaires de leur logement (en %)           | 64,3         | 59,8            |

### Morphologie urbaine
Saint-Gilles dispose d'un plan local d'urbanisme intercommunal approuvé par délibération du conseil métropolitain du 19 décembre 2019. Il divise l'espace des 43 communes de Rennes Métropole en zones urbaines, agricoles ou naturelles.

## Toponymie
Le nom de la localité est attesté sous les formes Parochia de Sancto Aegidio en 1158, ecclesia Sancti Georgii de Sancto Aegidio en 1239.
L'hagiotoponyme Saint-Gilles fait référence à Gilles l'Ermite.

## Histoire
Le blason de la commune est celui de la famille noble de Saint-Gilles.

## Héraldique et logotype

### Héraldique
|  | Blasonnement : D'azur semé de fleurs de lys d'argent. |

### Signification du logotype
| Logotype de la Ville de Saint-Gilles | Logotype de la Ville de Saint-Gilles : Signification à compléter |

## Politique et administration

### Rattachements administratifs et électoraux

#### Circonscriptions de rattachement
Saint-Gilles appartient à l'arrondissement de Rennes et au canton de Melesse, créé lors du redécoupage cantonal de 2014. Avant cette date, la commune appartenait au canton de Mordelles.
Pour l'élection des députés, la commune fait partie de la huitième circonscription d'Ille-et-Vilaine, représentée depuis juin 2022 par Mickaël Bouloux (PS-NUPES). Sous la IIIe République, elle appartenait à la deuxième circonscription de Rennes, de 1958 à 1986 à la 2e circonscription (Rennes-Sud) et de 1958 à 1986 à la 3e circonscription (Rennes-Montfort).

#### Intercommunalité
La commune appartient à Rennes Métropole depuis sa création le 9 juillet 1970. Saint-Gilles faisait alors partie des 27 communes fondatrices du District urbain de l'agglomération rennaise qui a pris sa dénomination actuelle le 1er janvier 2000. Par ailleurs, elle est membre du Syrenor (Syndicat de recherche et d'études du Nord-Ouest de Rennes), établissement public de coopération intercommunale créé en 1999, regroupant les communes de Clayes, La Chapelle-des-Fougeretz, Gévezé, Montgermont, Pacé, Parthenay-de-Bretagne et Vezin-le-Coquet.
Enfin, Saint-Gilles fait partie du Pays de Rennes.

#### Institutions judiciaires
Sur le plan des institutions judiciaires, la commune relève du tribunal judiciaire (qui a remplacé le tribunal d'instance et le tribunal de grande instance le 1er janvier 2020), du tribunal pour enfants, du conseil de prud'hommes, du tribunal de commerce, de la cour d'appel et du tribunal administratif de Rennes et de la cour administrative d'appel de Nantes.

### Administration municipale
Le nombre d'habitants au dernier recensement étant compris entre 3 500 et 4 999, le nombre de membres du conseil municipal est de 27.
Conseil municipal actuel
Les 27 sièges composant le conseil municipal ont été pourvus le 15 mars 2020 lors du premier tour de scrutin. Actuellement, il est réparti comme suit :

### Liste des maires
| Période                                  | Période                   | Identité               | Étiquette | Qualité |
| ---------------------------------------- | ------------------------- | ---------------------- | --------- | --- |
| 1800 (an VIII)                           | 1811                      | Pierre François Froger |           | Cultivateur |
| Les données manquantes sont à compléter. |                           |                        |           | |
| 1814                                     | 1815                      | Pierre François Froger |           | Cultivateur |
| 1815                                     | 1826                      | Pierre Verdys          |           | Agriculteur |
| 1826                                     | 1830                      | Jean-Marie Turpin      |           | |
| 1830                                     | 1848                      | Marie Trillard         |           | |
| 1848                                     | 1852                      | Pierre Marie Verdys    |           | |
| 1853                                     | 1858                      | Luc Pierre Morel       |           | |
| 1858                                     | 1863                      | Jean-Baptiste Peschard |           | Maçon |
| 1863                                     | 1868                      | Pierre Beaumanoir      |           | Laboureur |
| 1868                                     | 1871                      | Jean-Baptiste Pivan    |           | |
| 1871                                     | 1876                      | Jean Marie Dubois      |           | Marchand, ancien instituteur                                                                                              |
| 1876                                     | 1880                      | Yves Margely           |           | Notaire |
| 1881                                     | 1890                      | Jean Marie Pichou      |           | Adjoint au maire (1876 → 1880)                                                                                            |
| 1890                                     | 1894                      | Pierre Marie Geffroy   |           | Agriculteur |
| 1894                                     | 1896                      | Joseph Peschard        |           | Propriétaire, adjoint au maire (1893 → 1894)                                                                              |
| 1896                                     | 26 janvier 1914 (décès)   | Pierre-Marie Verdys    |           | Agriculteur Chevalier du Mérite agricole                                                                                  |
| 8 mars 1914                              | 7 janvier 1934 (décès)    | Célestin Morlais       |           | Propriétaire, cultivateur                                                                                                 |
| février 1934                             | mai 1945                  | Pierre Legendre        |           | Agriculteur |
| mai 1945                                 | mars 1965                 | Joseph Gougeon         |           | Agriculteur |
| mars 1965                                | 25 mars 1989              | Maurice Bouget         | DVD       | Agriculteur retraité, maire honoraire (1995)                                                                              |
| 25 mars 1989                             | 25 mars 2001              | Marcel Dutertre        | DVG       | Instituteur et directeur d'école                                                                                          |
| 25 mars 2001                             | 1er avril 2014            | Jean-Michel Busnel     | DVG       | Agriculteur |
| 1er avril 2014                           | En cours (au 26 mai 2020) | Philippe Thébault      | DVG       | Attaché commercial en grande distribution 13e vice-président de Rennes Métropole (2020 → ) Réélu pour le mandat 2020-2026 |

### Jumelages
| Ville | Ville      | Pays | Pays      | Période               |
| ----- | ---------- | ---- | --------- | --------------------- |
|       | Bubenreuth |      | Allemagne | depuis le 26 mai 2022 |

Depuis le 26 mai 2022, Saint-Gilles est jumelée avec la commune bavaroise de Bubenreuth. Une charte de jumelage a été cosignée par les maires des deux villes : Philippe Thébault pour Saint-Gilles, Norbert Stumpf pour Bubenreuth.

## Démographie
L'évolution du nombre d'habitants est connue à travers les recensements de la population effectués dans la commune depuis 1793. Pour les communes de moins de 10 000 habitants, une enquête de recensement portant sur toute la population est réalisée tous les cinq ans, les populations de référence des années intermédiaires étant quant à elles estimées par interpolation ou extrapolation. Pour la commune, le premier recensement exhaustif entrant dans le cadre du nouveau dispositif a été réalisé en 2007.

En 2022, la commune comptait 5 489 habitants, en évolution de +16,39 % par rapport à 2016 (Ille-et-Vilaine : +5,46 %, France hors Mayotte : +2,11 %).
| 1793  | 1800  | 1806  | 1821  | 1831  | 1836  | 1841  | 1846  | 1851  |
| ----- | ----- | ----- | ----- | ----- | ----- | ----- | ----- | ----- |
| 1 477 | 1 408 | 1 433 | 1 573 | 1 486 | 1 439 | 1 487 | 1 551 | 1 555 |

| 1856  | 1861  | 1866  | 1872  | 1876  | 1881  | 1886  | 1891  | 1896  |
| ----- | ----- | ----- | ----- | ----- | ----- | ----- | ----- | ----- |
| 1 648 | 1 604 | 1 572 | 1 530 | 1 560 | 1 639 | 1 635 | 1 617 | 1 536 |

| 1901  | 1906  | 1911  | 1921  | 1926  | 1931  | 1936  | 1946  | 1954  |
| ----- | ----- | ----- | ----- | ----- | ----- | ----- | ----- | ----- |
| 1 448 | 1 393 | 1 391 | 1 241 | 1 257 | 1 230 | 1 210 | 1 260 | 1 191 |

| 1962  | 1968  | 1975  | 1982  | 1990  | 1999  | 2006  | 2007  | 2012  |
| ----- | ----- | ----- | ----- | ----- | ----- | ----- | ----- | ----- |
| 1 160 | 1 137 | 1 916 | 2 808 | 3 059 | 3 463 | 3 543 | 3 549 | 3 848 |

| 2017  | 2022  | - | - | - | - | - | - | - |
| ----- | ----- | - | - | - | - | - | - | - |
| 4 984 | 5 489 | - | - | - | - | - | - | - |

## Culture locale et patrimoine

### Lieux et monuments

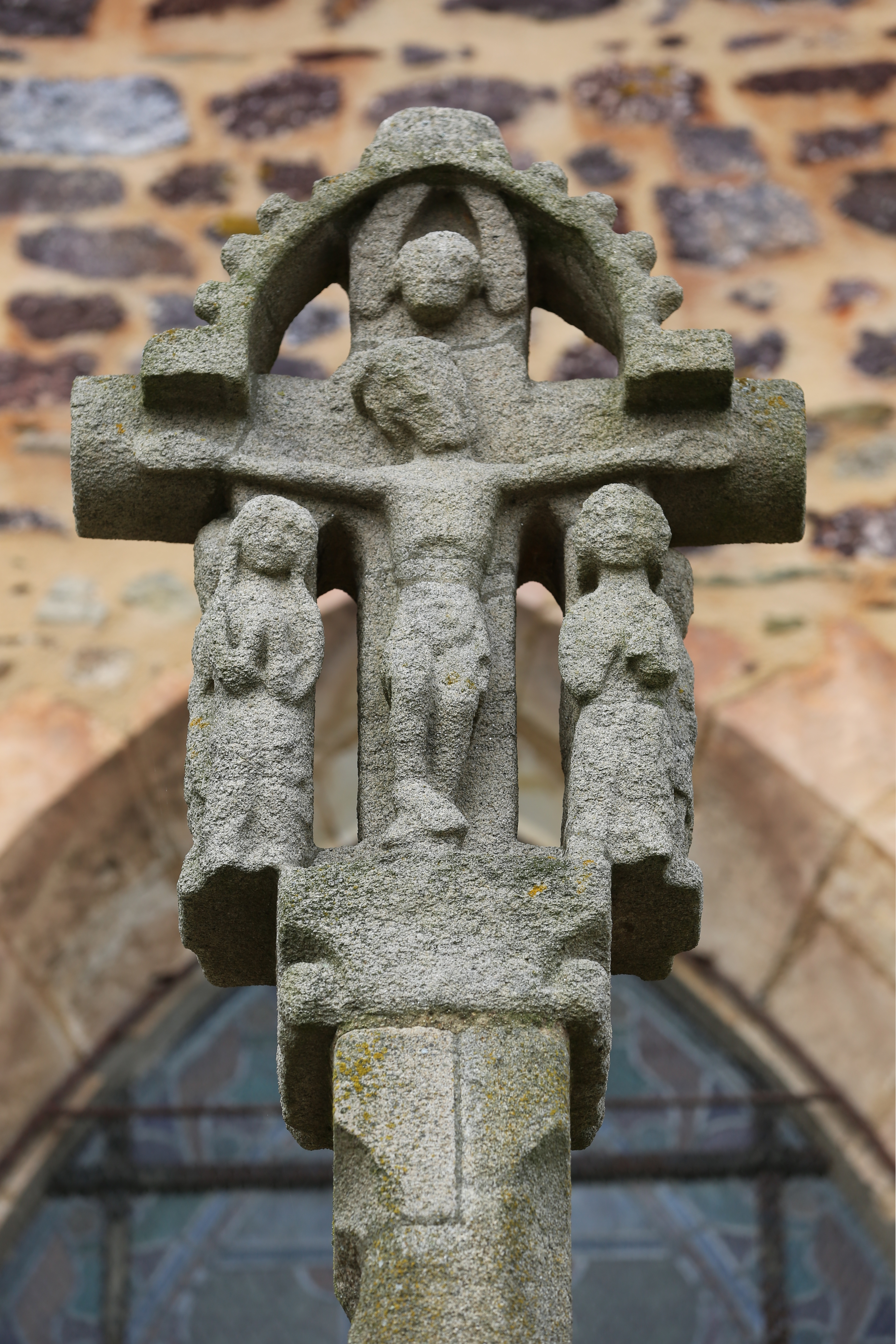
Sommet de la croix de cimetière.

Il y a un seul monument historique à Saint-Gilles :
- une croix de cimetière, située sur la façade sud de l'église Saint-Gilles, classé en 1907[28]

Le monument aux morts devant l'église présente une paysanne, sculpture d'Emmanuel Guérin (1921),.